# Fruchtblatt

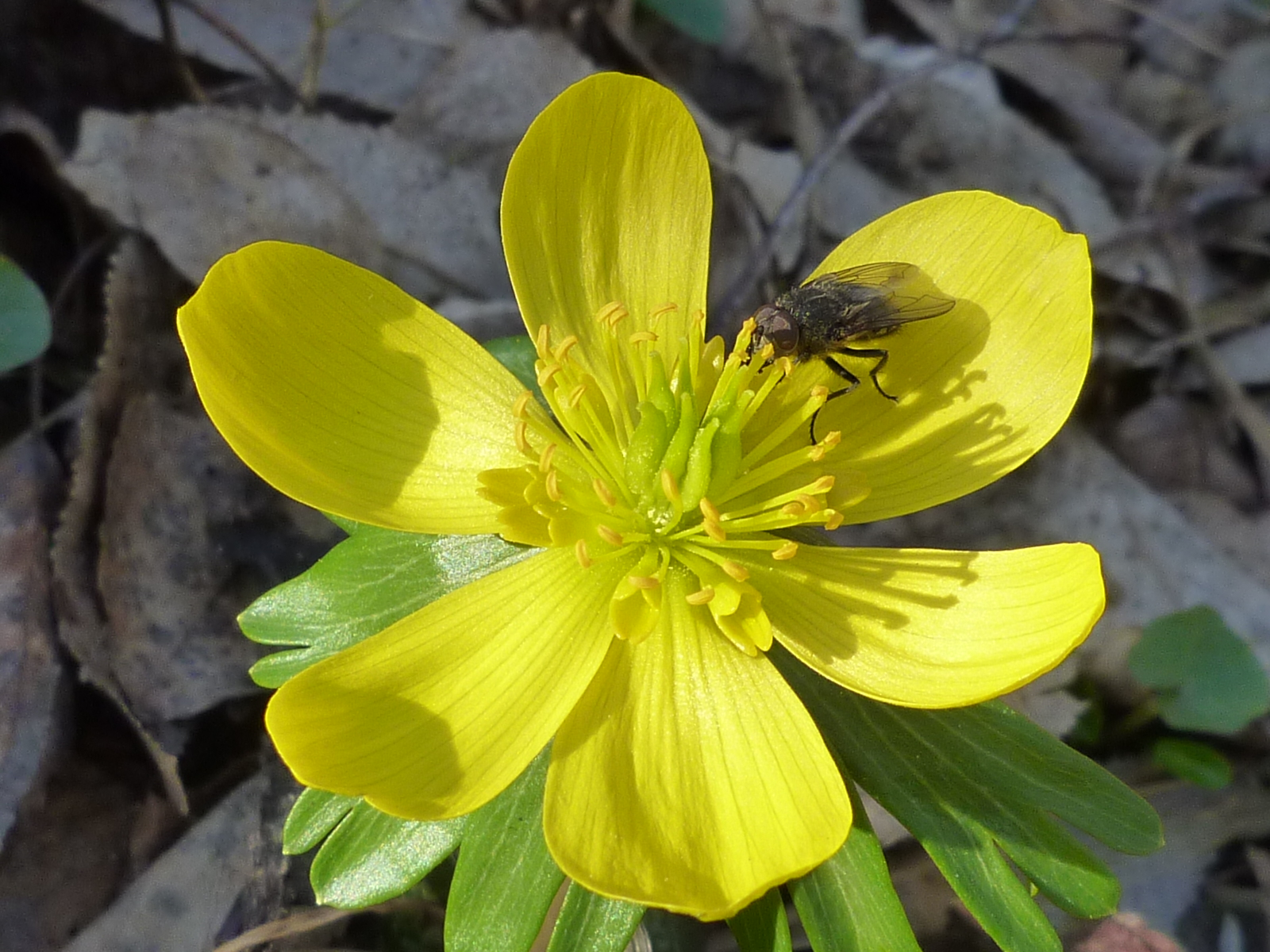
Geöffnete Blüte des Winterlings (Eranthis hyemalis). In der Mitte der Blüte sitzen zahlreiche, nicht verwachsene Fruchtblätter.

Das Fruchtblatt (oder Karpell) ist das weibliche Blattorgan der Blüte, das die Samenanlagen trägt. Es ist ein Megasporophyll. Der Begriff „Fruchtblatt“ sollte nur bei Bedecktsamern verwendet werden. Während bei den Nacktsamern die Samenanlagen frei und direkt zugänglich auf der Oberfläche der Megasporophylle liegen, sind sie bei den Bedecktsamern geschützt in einem durch Faltung und Verwachsung der Fruchtblattränder entstandenen Hohlraum eingeschlossen. Fruchtblätter und andere Blütenteile bilden später die den Samen umgebende Frucht. Die Gesamtheit aller Fruchtblätter einschließlich der darin enthaltenen Samenanlagen bezeichnet man als Gynoeceum. Wenn die Fruchtblätter verwachsen sind, bilden sie den Stempel. 
Fruchtblätter gliedern sich typischerweise in einen basalen, congenital-verwachsenen (d. h. bereits bei der Entstehung schlauchförmig angelegten) Bereich (ascidiate Zone) und einen darüberliegenden gefalteten Abschnitt (plicate Zone), in dem die seitlichen Ränder des Fruchtblatts erst im Verlauf der Ontogenese (postgenital) miteinander verwachsen. Die Verwachsung hinterlässt eine Naht (Sutur). Meist befinden sich längs dieser Naht auf der Innenseite des Fruchtblattes die Gewebebereiche, die die Samenanlagen hervorbringen (Plazenten). Der fertile Abschnitt des Fruchtblattes mit den Samenanlagen heißt Fruchtknoten oder auch Ovar. Oberhalb des Fruchtknotens liegt meistens ein steriler Abschnitt, der Griffel. Sein oberes, meist papillöses Ende bildet die Narbe (Stigma). Die Narbe nimmt die Pollenkörner auf (Bestäubung). Mit Immunreaktionen vergleichbare Abläufe im Narbengewebe sind in der Lage, das Auskeimen von bestimmten Pollen zu verhindern (z. B. zur Wahrung der Selbstinkompatibilität). Der auskeimende Pollenschlauch wird vom Griffelgewebe zu den Samenanlagen geleitet.